# Gerő Ernő
Gerő Ernő (születési nevén Singer Ernő, az illegalitásban használt nevén Szeges Ernő) (Terbegec, Hont vármegye 1898. július 8. – Budapest, 1980. március 12.) magyar kommunista politikus; a Rákosi Mátyás nevével jelzett érában a kommunista párthierarchia második embere. Kulcsszerepet kapott a kormányzásban, a gazdasági ügyekkel kapcsolatos döntésekben. Több minisztérium élére is kinevezték. Kereskedelem- és közlekedésügyi (1945), közlekedésügyi (1945–49), pénzügy- (1948–49), állam- (1949–52), belügyminiszter (1953–54), miniszterelnök-helyettes (1952–56). 1949–52-ben pedig a minisztériumok munkáját átfogó és felügyelő Népgazdasági Tanács elnökének posztját töltötte be.
1950 novemberében Rákosi Mátyással és Farkas Mihállyal létrehozták azt a titkos csúcsbizottságot („trojka”), amely 1953-ig teljhatalommal irányította az országot. 1954–56-ban a Központi Vezetőség Gazdaságpolitikai Bizottságának elnökeként irányította a Nagy Imre által bevezetett reformok felszámolását célzó politikai akciókat. Rákosi Mátyás leváltása után, 1956 júliusától 1956. október 25-ig az állampárt: a Magyar Dolgozók Pártja első titkára, s mint ilyen Magyarország elsőszámú vezetője volt.
Szovjet állampolgársággal is rendelkezett, sőt a szovjet állambiztonsági szervezet: az NKVD tisztjeként is szolgált.

## Élete
Singer Móric (1851–1927) banktisztviselő és Engel Mária (1863–1913), zsidó szülők gyermekeként született. Édesanyja Ernő 15 éves korában meghalt. Apai nagyszülei Singer Bernát és Steiner Anna, anyai nagyszülei Engel Gábor és Schönfeld Berta voltak.
A gimnáziumot Újpesten végezte. Eredetileg orvosnak készült a Budapesti Tudományegyetem Orvostudományi Karán, de tanulmányait két év után 1918-ban abbahagyta, amikor belépett a Szocialista Ifjúmunkások Szövetségébe, majd a Kommunisták Magyarországi Pártjába. A Magyarországi Tanácsköztársaság alatt a Kommunista Ifjúmunkások Magyarországi Szövetsége (KIMSZ) apparátusában dolgozott, küldött is volt a szövetség 1919. június 20-a és 22-e között tartott kongresszusán. A Vörös Hadsereg tagja is volt, de nem teljesített frontszolgálatot.

### Az emigráns kommunista mozgalomban

#### Bécs, Szovjetunió
A Tanácsköztársaság bukása után, bár nem volt jelentős személy, országos körözést adtak ki ellene, a kommunista párt utasítására 1920. január elején Bécsbe szökött, ahol a Landler-frakcióhoz csatlakozott, és részt vett az emigráns magyar kommunista mozgalomban. Sallai Imrével dolgozott együtt a KIMSZ irodájában. Pozsonyba küldték, ahol részt vett a szlovákiai és a román ifjúmunkás szövetségek megalakításában, az Ifjúmunkás című magyar és szlovák nyelvű lap kiadásában. Bécsből megbízással Bukarestbe küldték. Visszautazva a csehszlovák határon letartóztatták, de a pozsonyi börtönből megszökött. Később Passaunál a német határőrök fogták el, amikor Karikás Frigyessel a Komintern III. kongresszusára tartottak, és visszatoloncolták őket Ausztriába. 1922-ben hazaküldték Magyarországra, de szeptemberben hetven másik aktivistával együtt letartóztatták, majd májusban 15 év börtönre ítélték. 1924-ben azonban kiadták a Szovjetuniónak. Itt beiratkozott a Nemzetközi Lenin Iskolába. Felvette a szovjet állampolgárságot és az NKVD ügynöke lett.

#### Spanyolország
Később a Kommunista Internacionálé Vezető Bizottságához került, Franciaországban, Belgiumban, Spanyolországban és Portugáliában dolgozott. A spanyol polgárháborúban egy nemzetközi brigád parancsnoka és egyben a szovjet NKVD (a KGB elődszervezete) képviselője volt. Ebben a minőségében könyörtelen harcot folytatott a szintén Francisco Franco ellen küzdő trockisták ellen, amivel kiérdemelte „a barcelonai mészáros” gúnynevet. Tettestársként felelős Andrés Nin, a spanyolországi Egyesült Marxista Munkáspárt (POUM) vezetőjének 1937. június 20-án történt meggyilkolásáért.
A nemzetközi munkásmozgalom kommunista szárnya vezetőinek szemszögéből nézve a spanyolországi kiküldetés után Gerő megbízható, kipróbált elvtársnak számított. Moszkvai főnökei spanyolországi tevékenységét azzal jutalmazták, hogy a mozgalom különböző kiváltságokat élvező elitjéhez tartozhatott. A sztálini hatalomgyakorlás technikáinak elsajátítása mellett ekkor tett szert arra a kiterjedt, számos országot behálózó kapcsolatrendszerre is, amelyet a második világháború befejeződése után Magyarországra hazatérve is olyan eredményesen hasznosított.

#### Ismét a Szovjetunió
1939 és 1941 között a KMP képviselője volt a Kommunista Internacionáléban és szerkesztette az Új Hangot, a Szovjetunióban élő emigráns magyar kommunisták lapját. Miután az Internacionálét feloszlatták, az ellenséges hadseregek hátországában, illetve a hadifoglyok közti agitáció és propaganda egyik irányítója volt.
1944 novemberében részt vett a magyar fegyverszüneti delegáció tárgyalásain, majd Farkas Mihállyal, Nagy Imrével és Révai Józseffel együtt Szegeden megalakította az MKP új Központi Vezetőségét.

### Hazatérése után

#### Szerepe az újjáépítésben, a hatalom megragadásában és a gazdaságirányításban
A hazatérő Gerő Ernővel kapcsolatban mindenekelőtt le kell szögezni, hogy Gerő a Tanácsköztársaság leverése után az 1944-ben történt visszatéréséig mindössze 33 hónapot töltött Magyarországon, ebből szabadlábon 7 hónapot. Helyismerettel tehát nem rendelkezett.
Ennek ellenére1945 után fontos szerepet játszott az ország újjáépítésének megszervezésében.
1945 és 1949 között közlekedésügyi miniszter volt és a háborúban megsérült közlekedési infrastruktúra helyreállítását felügyelte. Ekkoriban kapta a „Gerő, a hídverő” nevet. E téren komoly sikereket mutathatott fel: a németek által felrobbantott, a Dunát átszelő hidakat átmenetileg pótló Kossuth-hidat már 1946. január 18-án át tudták adni a forgalomnak, a Margit-híd újjáépítésével 1948. augusztus 1-jére végeztek, a Lánchidat 1949. november 20-án helyezték újra forgalomba, de ezek mellett a Duna Ráckevei (Soroksári) mellékágán 1947. október 5-én felavatták a Csepel-szigetre vezető, helyreállított Gubacsi vasúti hidat is. Az eredményeket a kommunista párt minden úton-módon népszerűsítette. Például képeslapot adtak ki az 1946. augusztus 20-ára újjáépült Szabadság-híd (a volt Ferenc József-híd) fényképével, melyen Gerő Ernő fotója is szerepelt. A felirat a következő volt: „Budapest, A lerombolt híd helyett áll a Szabadság híd! Gerő Ernő a hídverő miniszter diadalra vezette a munkásság lendületét.”
Nemcsak a hidakat kellett újjáépíteni, hanem a tönkrebombázott vasúti hálózatot is. Az újjáépítés motorjának szerepére pályázó kommunista párt kiadta az „Arccal a vasút felé!” jelszót, s a vágányzat újjáépítése mellett 10 ezer vasúti kocsi és 500 mozdony hadrendbe állítását tűzték ki célul. A munka irányítására szintén Gerő Ernőt jelölték ki.
Az új pénz, a forint 1946. augusztus 1-jén történt bevezetése előtt a kommunista párt oldaláról Gerő Ernő fejtette ki a stabilizációval kapcsolatos nézeteit:
„A forint stabilizálását a legkegyetlenebb büntetésekkel kell biztosítani, és a büntető rendelkezéseket ki kell terjeszteni az árdrágítókra, nyersanyag-elrejtőkre… A büntetések közé, amelyben végső esetben halálbüntetést is kiróhatnak, s különböző fokozatokban fegyházbüntetések egész 15 évig terjedhetők lennének, feltétlenül be kell vezetni a vagyonelkobzást.” Gerő Ernő elképzelései érvényesültek a stabilizáció védelmében hozott jogi szabályozásban.
Gerő nemcsak szakpolitikusi feladatokat látott el, hanem nagypolitikai célkitűzéseit is meg kívánta valósítani. A kommunista párt magyarországi hatalomátvételének elősegítése érdekében szorgalmazta a két munkáspárt: a kommunista és a szociáldemokrata párt egyesülését. 1948-ban tagja lett az egyesülést lebonyolító szervezőbizottságnak. Sokat tett tehát azért, hogy az ún. „fordulat éve” bekövetkezzen.
1948–1949-ben a pénzügyminiszter posztját töltötte be, majd államminiszterként a Népgazdasági Tanács elnöke lett. (1949. június 11. – 1952. november 14.)
1950. január 1-jén indult meg az első ötéves terv, melynek kidolgozásában Gerő is részt vállalt. A „jómódú, erős, független szocialista Magyarország” megteremtése érdekében életbe léptetett első ötéves terv parlamenti vitája előtt Gerő Ernő így okosította ki Vas Zoltánt, az Országos Tervhivatal elnökét:
„Egyébként az nem baj, ha a vita eredményeként néhány dolgot módosít az országgyűlés, mert egyébként az elfogadás túlságosan kincstári jellegű. Azt gondolom, hogy egyenesen kívánatos volna, hogy két-három szónok javasoljon valami előre megbeszélt kisebb módosítást. (…) A Szovjetunióban ezt így csinálják.”
A különböző posztokon éveken keresztül igen jelentős gazdasági és politikai hatalmat a kezében tartó, a gazdaságpolitika legfőbb felelősének számító Gerő Ernőt súlyos személyes felelősség terheli az ország adottságaival és teherbíró képességével nem számoló, elhibázott gazdaságpolitikáért.  Azt hangoztatta, hogy „Magyarországot a vas és acél országává kell tenni”, s ezért „ötéves tervünk alapkérdése vas- és acéltermelésünk fejlesztése olyan mértékben, amelyre nincs példa a magyar ipar történetében”. A nagymúltú élelmiszer- és könnyűipar fejlesztésére ugyanakkor alig áldoztak; a rájuk fordított összegek az összberuházásoknak mindössze a 2-2 százalékát érték el.
Az első ötéves tervet végképp ellehetetlenítő újabb és újabb tervmódosításoknak és a mezőgazdaság erőszakos kollektivizálásának is részese volt Gerő. Emellett a nevéhez fűződik az a munkaerőhiány pótlására bevezetett, a Szovjetunióból importált kényszerintézkedés is, hogy elrendelte a börtönökben, internálótáborokban fogvatartott rabok munkába állítását.
Érdemes ideidézni Gerő Ernőnek egy, Rákosi Mátyáshoz intézett, 1951. július 23-ai datálású feljegyzését, mert sokat elárul arról, hogy hova vezetett a mezőgazdasági árutermelésbe való állami beavatkozás, és hogyan játszották ki egymás ellen a falusi népesség szegényebb és módosabb rétegeit.
„Bizalmas! Rákosi elvtársnak!
Az ÁVH-információban (vasárnapi anyag) olvasom Molnár Józsefné kulákasszony esetét, aki óriási mennyiségű árut gyűjtött össze és dugott el a lakásán. Az esetet alkalmasnak tartom arra, hogy nagyobb zajt csináljunk belőle. Az elrejtett árumennyiség igen nagy. Az asszonynak sok a pénze, továbbá négy háza van. A férje ugyancsak árurejtegetésért két évre van elítélve stb.
Most, amikor feltehetően a parasztok rá fogják vetni magukat az iparcikkvásárlásra, szükséges néhány vaskos esetet is megfelelő megtorlással nyilvánosságra hozni. Az adott esetben pl. legalább tíz évre kellene ezt a kulákasszonyt elítélni teljes vagyonelkobzással és azzal, hogy az elkobzott árut a község rászoruló lakosai között hatósági áron osszák szét. Ez a mi oldalunkra állítaná a lakosság szegényebb részét. A legközelebbi hetekben még néhány ilyen esetet kellene kifogni és nyilvánosságra hozni. Persze, ezeket a dolgokat nem szabad túlzásba vinni, mert a főkérdés falun most mégsem ez, hanem a cséplés, a tarlóhántás és másodvetés, s főként a begyűjtés.”

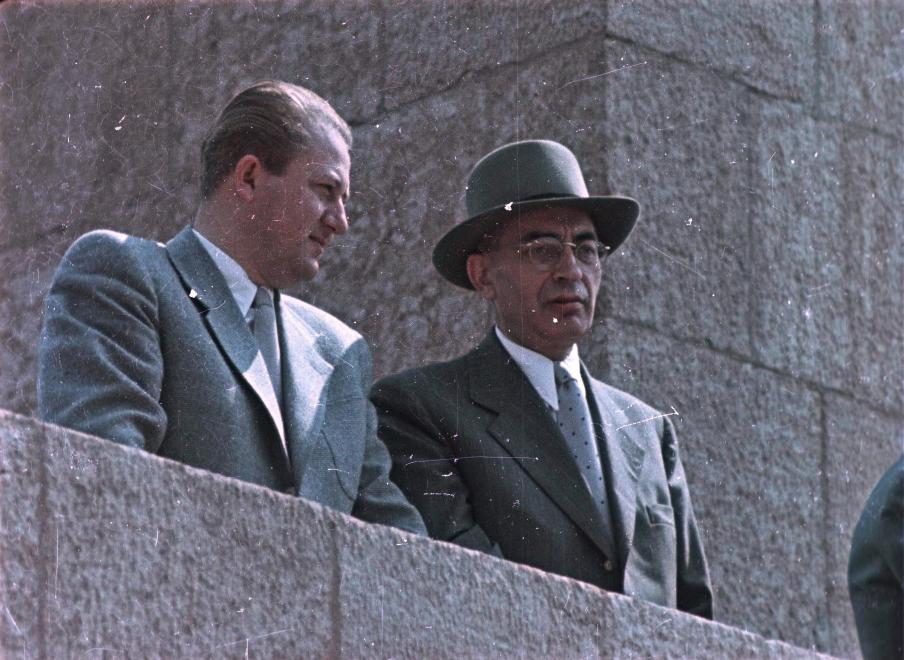
Szalai Béla könnyűipari miniszterrel az 1955. május 1-i felvonulás dísztribünjén

1952–1954 között miniszterelnök-helyettes volt, s egyben belügyminiszter (1953. július 4. – 1954. június 6.). Belügyminisztersége alatt átszervezte a politikai rendőrséget: az Államvédelmi Hatóság a Belügyminisztérium szervezeti rendjébe, a megyei államvédelmi osztályok pedig a megyei rendőrfőkapitányságok struktúrájába kerültek. Az átszervezéssel évtizedekre eldőlt a politikai rendőrség államigazgatásban elfoglalt helye.
1954 és 1956 között ismét a gazdaságpolitika területén dolgozott. Az MDP Központi Vezetősége Gazdaságpolitikai Bizottságának elnöke volt és ebben a minőségében azon fáradozott, hogy visszafordítsa a Nagy Imre által első miniszterelnöksége alatt hozott intézkedéseket.

#### Gerő és aRajk-per
Gerő Ernő hatalmi pozíciójának súlyát jól jelzi, hogy az 1949 júniusában Rajk László, volt belügyminiszter ellen indult büntetőeljárásban a vádpontok egyike az volt, hogy Rajk nagyszabású összeesküvést szőtt a hatalom átvételére, Rákosi Mátyás, Gerő Ernő és Farkas Mihály meggyilkolására.

#### A Magyar Tudományos Akadémia átszervezése
A kommunista hatalomátvétel után Gerő Ernő kapta azt a feladatot, hogy szervezze meg a nem elég párthűnek tekintett MTA elsorvasztását.
1948-ban az Országgyűlés törvényt alkotott a Magyar Tudományos Tanács (MTT) létrehozásáról, melyet lényegében egy hattagú pártkollégium irányított Gerővel az élén. A pártvezetés egy részének szándéka az volt az új intézménnyel, hogy majd ez váltsa fel a megszűnő MTA-t.
Gerő 1949. június 17-én a Rákosi Mátyásnak, Farkas Mihálynak és Kádár Jánosnak megküldött bizalmas feljegyzésében nem az Akadémia megszüntetése, hanem személyi állományának a MTT-tagokkal való felduzzasztása mellett foglalt állást:
„Politikailag a jelenlegi helyzetben biztosítani lehet, hogy az ily módon újjászervezendő Akadémiának a vezetése (autonómia és titkos szavazás mellett) a mi kezünkben legyen. Erre a változásra szükség van, mert bár az Akadémia elhalatására vettünk irányt, az Akadémia halódva ugyan, de mégis létezik és esetenként bizonyos aktivitást fejt ki, amit kívülről nehéz irányítani.”
Végül az MTA-t a Gerő által javasolt módon, az MTT beleolvasztásával vonták a párt befolyása alá 1949 decemberében.
Itt kell megjegyeznünk, hogy maga Gerő Ernő 1949 és 1957 között a Magyar Tudományos Akadémia (MTA) tiszteletbeli tagja volt, 1948-ban Kossuth-érdemrendet (első osztály) és 1949-ben Kossuth-díjat is kapott.

### Gerő mint az ország első számú vezetője
1956 júliusában Anasztasz Mikoján, a Szovjetunió rendkívüli megbízottja a Magyarországon kialakult politikai válság megoldásának kulcsát Rákosi Mátyás leváltásában és utódjának kijelölésében látta. 1956. július 18-án a Magyar Dolgozók Pártja Központi Vezetősége, megállapítva Rákosi Mátyás érdemeit a magyar és a nemzetközi munkásmozgalomban, saját kérésére felmentette a politikai bizottsági tagsága és a Központi Vezetőség első titkári tisztsége alól, a Központi Vezetőség első titkárává pedig egyhangúlag Gerő Ernőt választotta meg. Érdemi változás tehát nem történt, ugyanis – akárcsak Rákosi – Gerő is a dogmatikus-szektás vonal képviselőjének számított a reformkommunistákkal szemben. (Abban is hasonlított a két politikus, hogy mind a ketten moszkoviták voltak, hosszú évekig a Szovjetunióban éltek, ennélfogva kevéssé ismerték a hazai viszonyokat, a hazai lehetőségeket.)

#### Canossa-járás Titónál
Azután, hogy a szovjet-jugoszláv viszony normalizálódni látszott (1955. májusától már mutatkoztak ennek bizonyos jelei) a magyar vezetés is igyekezett rendezni a Jugoszláviával való elmérgesedett viszonyát. Josip Broz Tito elnök azonban elzárkózott az elől, hogy személyesen is találkozzon Rákosi Mátyással (nem feledte el, hogy a magyar propagandában őt nem is oly rég mint az „imperializmus láncos kutyáját” emlegették), viszont Rákosi leváltását követően, a szovjet pártvezetés közbenjárására megrendeztek egy úgymond véletlen találkozást a Krímbe üdülni utazó Tito és a Rákosi helyébe lépett Gerő Ernő között.
Bár Tito nem annyira Gerőre, mint inkább Nagy Imrére és a pártellenzékre támaszkodott volna magyarországi befolyásának visszaszerzése érdekében, végül Gerő Ernő el tudta érni azt a diplomáciai sikert, hogy 1956. október 15–23. között Belgrádba utazhatott, ahol Tito hivatalosan is fogadta őt.

#### Az 1956 októberi események sodrában
Ahogy hazatért Jugoszláviából, szembesülnie kellett azzal, hogy az ország politikai stabilitása megbomlott, a rendfenntartó erők nem képesek arra, hogy a Budapesten egyre nagyobb számban az utcára kivonuló tüntetőket feloszlassák. 1956. október 23-án este 8 órakor a Magyar Rádióban Gerő nagy felháborodást keltő rádióüzenetet intézett a nyilvánossághoz. Ebben ellenforradalomnak minősítette a Budapesten kibontakozott eseményeket, a tüntetőket sovinisztának, antiszemitának, reakciósnak és népgyűlölőnek nevezte.
…Mi, kommunisták, magyar hazafiak vagyunk! Hazafiak voltunk a Horthy-fasizmus börtöneiben, a földalatti munka, az illegalitás nehéz évtizedeiben. Hazafiak voltak hőseink itthon és a spanyol szabadságharcban. Mi azt valljuk, s mindent elkövetünk annak érdekében, hogy országunkban a szocializmust a legfontosabb, a legalapvetőbb, a leglényegesebb kérdésekben a többi országokkal közös, egységes marxi-lenini alapon, de a magyarországi sajátosságok, országunk gazdasági és társadalmi helyzete, a magyar hagyományok figyelembevételével építsük. Ugyanakkor, amikor fennen hirdetjük, hogy hazafiak vagyunk, egyben határozottan leszögezzük azt is, hogy nem vagyunk nacionalisták, sőt! Következetes harcot folytatunk a sovinizmus, az antiszemitizmus és minden egyéb reakciós, népgyűlölő, embertelen irányzat és nézet ellen. Ezért elítéljük azokat, akik ifjúságunk körében a sovinizmus mételyét igyekeznek terjeszteni, s a demokratikus szabadságot, amelyet államunk a dolgozó népnek biztosít, nacionalista jellegű tüntetésre használták fel. Pártunk vezetését azonban ez a tüntetés sem ingatja meg abban az elhatározásában, hogy tovább haladjon a szocialista demokratizmus fejlesztése útján.…
Pártszervezeteink fegyelmezetten, teljes egységben lépjenek fel minden rendbontó kísérlettel, nacionalista kútmérgezéssel, provokációval szemben.
Én akkor vidéken dolgoztam, és arra még emlékszem, hogy 23-án délután a piliscsabai páncélosezred felvonult a Bécsi úton, és néhány páncélos a Rádiónál kötött ki. A parancsnok ült az első kocsiban egy tábornok mellett, aki az öklét rázta a tömegre, mert nem értette, hogy mi van.
A tömeg pedig azt kiabálta, hogy „ne lőjetek az apátokra, ne lőjetek az anyátokra!”. A harckocsikból visszaintegettek a katonák. Ők persze tudták, amit mi nem, hogy nem mertek nekik éles lőszert adni, s még ha akartak volna, sem tudtak volna lőni a tömegre. Ebben a hangulatban a korábban magabiztos hatalom is elbizonytalanodott. Elég, ha Gerő Ernő este nyolckor mondott beszédére gondolunk, amelyben fasiszta csőcseléknek nevezte a Rádió elé vonult tömeget. Ami persze olaj volt a tűzre.
1956. október 23-án este Gerő Ernő telefonon kérte a szovjet csapatok beavatkozását Hruscsovtól. A  Budapestre érkezett Mikojan és Szuszlov javaslatára az MDP KV 1956. október 25-i ülésén leváltották, helyébe Kádár János került. Gerő bukását az okozta, hogy elvesztette a szovjetek bizalmát, mert láthatóan képtelen volt úrrá lenni a sztálinista rendszert fenyegető forradalmon. Ám személye elfogadhatatlan volt a magyar nép túlnyomó többsége számára is, minthogy neve összekapcsolódott mind a személyi kultusz időszakának törvénytelenségeivel, mind pedig a szovjet katonai beavatkozás legitimálásával.

### 1956 után

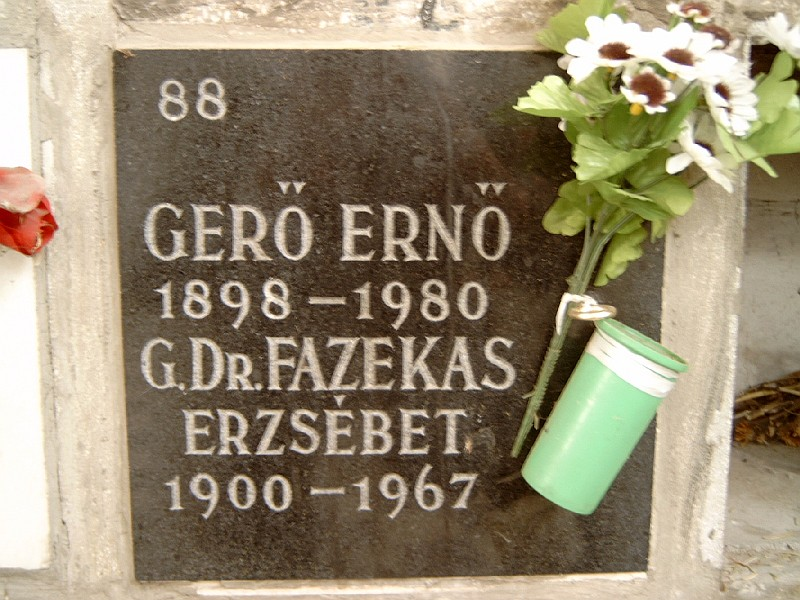
Gerő Ernő hamvai a budapesti Farkasréti temetőben (Torony – 88. fülke)

Gerő Ernőt és családját, több más kommunista vezetővel együtt 1956. október 29-én a szovjet hadsereg repülőgépen a Szovjetunióba menekítette. 1957. május 9-én megfosztották parlamenti mandátumától. 1960-ban jött haza, de a Kádár János vezette restaurált kommunista rezsim nem engedte visszatérni a hatalomba. Az MSZMP-ből 1962-ben zárták ki, a határozat többek között a következőt mondta ki:
„Súlyos felelősség terheli Gerő Ernőt, aki Rákosi Mátyással és Farkas Mihállyal együtt irányította a koholt vádak alapján indított eljárásokat. Gerő, aki 1953 júniusa után belügyminiszter volt, nagymértékben felelős azért, hogy ártatlanul börtönbe zárt emberek kiengedése és rehabilitálása elhúzódott, több száz vétlen internált ember rehabilitálása sok éven át nem történt meg.” (Vass–Ságvári 1979)
Kizárása után visszavonultan, nyelvtudását kamatoztatva fordításokból élt – marxista irodalmat fordított oroszból, franciából –, ám a könyveken nem mindig szerepelhetett a fordító neve.
A továbbiakban politikai szerepet nem játszott. Péter Gáborhoz hasonlóan, aki a politikai hatalomból való kiszorítása után könyvtáros lett, megbélyegzése ellenére elkerülte a felelősségre vonást. Kádárékat revizionistának, árulónak tartotta. 1977 elején Gerő még egyszer utoljára bűnbocsánatért esdekelt és a következő levéllel fordult a Politikai Bizottsághoz:
Tisztelt Elvtársak! Tisztelettel kérem, szíveskedjenek visszavenni az MSZMP tagjai sorába. Az MSZMP XI. kongresszusának irányelveivel egyetértek. Mindig kommunistának tartottam magamat, s kezdettől fogva, töretlenül az Októberi Szocialista Forradalom, illetve a Szovjetunió oldalán állottam, és természetesen ma is ott állok. Ez év nyarán (ha megérem) 79 éves leszek. A szocializmus ügyéért már nem sokat tudok tenni. A keveset, amit az utóbbi években tehettem, megtettem: különböző kérdésekről írtam a Párttörténeti Intézetnek. Ezen kívül fordítottam, amit, ha lehet, és ha a Kossuth Könyvkiadónál akad ilyen munka számomra, szívesen folytatnék. Döntésüket várva, maradtam kommunista üdvözlettel. Gerő Ernő
Baráth Magdolna, Gerő Ernő monográfusa így írt a párttagfelvételi kérelméről: olyan lett volna számára a pártba való visszavétel, mint vallásos embernek az utolsó kenet. Gerő számára azonban nem volt, nem lehetett megbocsátás. Kádár emberileg talán együtt érzett vele, de az érzelmeken felülkerekedtek a politikai megfontolások.
1980. március 12-én szívinfarktus következtében hunyt el. Temetésen, a Farkasréti temetőben mintegy kétszázan tették tiszteletüket – a család tagjain kívül a mozgalom veteránjai. A politikai életben aktívan résztvevő személyek közül csak Nyers Rezső jelent meg.

## Gerő Ernő, az ember
Kende Péter, az ismert szociológus így emlékezett vissza Gerő Ernőre, akivel az 1940-es évek végén gyakran utazott le együtt vidéki választási gyűlésekre, s így módja volt jobban megismerni a személyiségét:
„Gerő rendkívül puritán, visszafogott, udvarias modorú ember volt, eléggé rezervált, sőt emberileg félénk természetű. Általában nagy megbecsüléssel beszélt mindenkivel, legyenek azok alacsony vagy magas állásban. Gerő Ernő végső megítélésénél feltétlenül tekintetbe kell venni, hogy (az én tudomásom szerint) ő volt a legkevésbé vérengző abban a fölső vezetésben, amely az ötvenes években a döntéseket hozta. Föltűnő, hogy Gerő környezetéből senki sem tűnt el, hogy ő a maga embereit nem hagyta elhurcolni.”

## Emlékezete
- Gerő Ernőnek a magyar történelemben játszott szerepét már a Kádár-rendszer idején is negatívnak ítélték. Állandó szókapcsolat lett a „Rákosi–Gerő-klikk”. E két személyt tették meg bűnbaknak a csak félig-meddig lezárt múltért: a „szocialista törvényesség” megsértéséért, a gazdaságpolitikai hibákért, illetőleg az 1956-ban bekövetkezett „sajnálatos eseményekért”.

Az ellenforradalomnak nevezett történéseket négy tényezőre vezette vissza az MSZMP Központi Bizottságának 1956 decemberében meghozott határozata. Az első okként a Rákosi-Gerő-klikk tagjainak „antileninista, szektás és dogmatikus” politikáját jelölték meg, amely figyelmen kívül hagyta az ország gazdasági adottságait, és „haladó hagyományaink és nemzeti érdekeink lebecsülésével” sértette a magyar nép „nemzeti és hazafias érzéseit”.
E megközelítéssel elérték, hogy maga a szocializmus továbbra is elérendő cél maradhasson, s az építése során tapasztalt esetleges problémák pusztán emberi hibákként tűnjenek föl.
A rendszerváltás óta még inkább feledésbe látszik merülni az a tény, hogy Gerő milyen komoly szerepet játszott a háború utáni újjáépítés levezénylésében. (Közlekedési miniszterként azért felelt, hogy a németek által felrobbantott Duna-hidak és a vasúti infrastruktúra újra az utazóközönség szolgálatába álljanak.)
- Alakja felbukkan Kondor Vilmos Budapest noir című bűnügyi regényében, a pesti illegális kommunisták egy titkos összejövetelének résztvevőjeként. Említés szintjén többször megjelenik a szerző Budapest novemberben című regényében is.

## Művei
- Lesz magyar újjászületés. Gerő Ernő beszéde a november 7-én megtartott szegedi nagygyűlésen; Új Dunántúl Könyvkiadó, Pécs, 1944
- A Magyar Kommunista Párt. 1945. március 7.; Szikra, Budapest, 1945 (M. K. P. Szeminárium)
- Kommunisták a Nemzetgyűlésen. Gerő Ernő, Keresztes Mihály, Révai József beszéde; Szikra, Budapest, 1945
- Magyarország gazdasági újjáépítésének feltételei; Szikra, Budapest, 1946 (A Magyar Kommunista Párt politikai akadémiája)
- A népi demokrácia kérdései. Gerő Ernő, Rajk László stb. felszólalásai a Magyar Kommunista Párt 3. kongresszusán; Szikra, Budapest, 1946
- A stabilizáció mérlege; Szikra, Budapest, 1946
- Magyarország hároméves gazdasági tervének alapjai. Gerő Ernő előadása 1946. december 20-án / Hozzászólók Rácz Jenő, Kemény György; Szikra, Budapest, 1947 (A Magyar Kommunista Párt politikai akadémiája)
- A jólét alapja – Magyarország hároméves terve. Rácz Jenő és Kemény György hozzászólásai; Szikra, Budapest, 1947
- A hároméves terv pénzügyi kérdései; Szikra, Budapest, 1947
- A Lánchídnak fel kell támadni! / Tildy Zoltán és Gerő Ernő beszéde a Lánchíd Bizottság alakuló ülésén; Eisler Ny., Budapest, 1947
- Hároméves terv; Szikra, Budapest, 1947 (Munka és tudás könyvtára)
- A szövetkezetekkel a dolgozó parasztság felemelkedéséért; in: A Magyar Dolgozók Pártjának Országos Szövetkezeti Konferenciája. 1948. VII. 10–11. Gerő Ernő, Hegedüs András, Donáth Ferenc beszámolója, Rónai Sándor elnöki megnyitója; Szikra, Budapest, 1948
- Gerő Ernő, Vas Zoltán, Vajda Imre felszólalásai a Központi Vezetőség nov. 27-iki ülésén; Szikra Ny., Budapest, 1948
- Az élmunkások első országos kongresszusa. 1948. augusztus 1. A tanácskozás teljes jegyzőkönyve / Piros László beszéde / Gerő Ernő, Szakasits Árpád hozzászólása; Szakszervezeti Tanács, Budapest, 1948
- Nemzetgazdaságunk szerkezeti változásai és jövője; Szikra, Budapest, 1948
- Országépítő munkásifjúság. Gerő Ernő beszéde a SZIT 1. Orsz. Termelési Konferenciáján 1948. március 16-án; SZIT, Budapest, 1948
- Hidat avatunk. Gerő Ernő beszéde 1948. november 21-én; Hírlapkiadó Ny., Szeged, 1948
- A népi demokrácia útján a szocializmusért. Gerő Ernő, Rajk László stb. hozzászólásai a Magyar Kommunista Párt és a Szociáldemokrata Párt egyesülési kongresszusán; Szikra, Budapest, 1948
- Az ötéves tervvel a szocializmus felé. Gerő Ernő beszéde az Országgyűlésen 1949. december 9-én; HM Politikai Főcsoportfőnökség, Budapest, 1949 (A honvédség politikai kiskönyvtára)
- Ötéves tervünk: a népi demokrácia útja a jómódú, erős, művelt, szocialista Magyarország felé; HM Politikai Főcsoportfőnöksége, Budapest, 1949 (A honvédség politikai kiskönyvtára)
- A Magyar Dolgozók Pártjának politikája falun; MDP Központi Oktatási Osztálya, Budapest, 1949
- Nemzetgazdaságunk új feladatai. Gerő Ernő, Vas Zoltán, Vajda Imre felszólalásai; Szikra, Budapest, 1949
- Az ötéves tervvel a jómódú, erős, független szocialista Magyarországért; MDP, Budapest, 1949
- A magyar népgazdaság ötéves terve; Szikra, Budapest, 1949
- Népi demokráciánk eddigi eredményei és az ötéves terv további feladatai. Városi és üzemi népnevelők számára; MDP, Budapest, 1950
- A szocializmus építése a népi demokrácia országaiban. A népi demokrácia gazdaságának problémái; Szikra, Budapest, 1950 (A Magyar Dolgozók Pártja Pártfőiskolájának előadásai)
- Harcban a szocialista népgazdaságért. Válogatott beszédek és cikkek 1944–1950; Szikra, Budapest, 1950
- A Magyar Dolgozók Pártja Központi Vezetőségének határozata a magyar népgazdaság fejlesztésének legközelebbi feladatairól / A Magyar Dolgozók Pártja Központi Vezetőségének határozata a klerikális reakció elleni harcról / Gerő Ernő és Révai József elvtárs beszámolója; MDP, Budapest, 1950
- Gerő Ernő beszámolója a Magyar Dolgozók Pártja 2. Kongresszusán; MDP, Budapest, 1951
- A vas, az acél, a gépek országáért; Szikra, Budapest, 1952
- Pártegységgel a szocialista demokráciáért / Gerő Ernő előadói beszéde és zárszava / A Központi Vezetőség határozata; Szikra, Budapest, 1956